# Rubén Gorospe
Rubén Gorospe Artabe (Manaria, 1 juni 1964) is een Spaans voormalig professioneel wielrenner. Hij reed voor Reynolds, Banesto en Euskadi-Petronor. Hij is de jongere broer van Julian Gorospe.
Na zijn professionele wielercarrière werd Gorospe, evenals zijn broer, ploegleider bij onder meer Euskaltel. Anno 2011 is hij tevens bondscoach van de nationale cyclocrossploeg.

## Belangrijkste overwinningen
1989
- 1e etappe Ronde van Asturië

## Resultaten in voornaamste wedstrijden
| Jaar | Ronde van Italië | Ronde van Frankrijk | Ronde van Spanje |
| ---- | ---------------- | ------------------- | ---------------- |
| 1986 |                  |                     | 58e              |
| 1987 |                  | opgave              | 65e              |
| 1988 |                  |                     | 85e              |
| 1991 | 40e              |                     |                  |
| 1992 | opgave           |                     |                  |
| 1994 |                  |                     | opgave           |